# Neurondoctrine
De neurondoctrine is het principe dat zenuwcellen (neuronen) de elementaire bouwstenen zijn van het zenuwstelsel.
Deze ontdekking werd gedaan door Santiago Ramón y Cajal, toen hij aan het eind van de negentiende eeuw de nieuwe kleurmethode van Camillo Golgi (golgikleuring) gebruikte om individuele neuronen te onderzoeken.

## Korte geschiedenis
In de tweede helft van de 19e eeuw ontstond het idee dat het zenuwstelsel bestond uit een continu, 'protoplasmatisch' netwerk. Een voorstander van deze theorie was Joseph von Gerlach. Hij benoemde dit continu netwerk als een reticulum, vandaar de term reticulaire theorie. In de tweede helft van de 19e eeuw ontwikkelde Camillo Golgi zijn golgikleuring waarmee een klein aantal zenuwcellen willekeurig konden worden aangekleurd. Golgi kon hiermee individuele cellen waarnemen maar was nog steeds voorstander van de reticulaire theorie waarbij de cellen niet individueel bestaan maar continu zijn met elkaar en dus één geheel vormen.
Aan het einde van de 19e eeuw gebruikte Santiago Ramón y Cajal dezelfde kleuring om nauwkeurige microscopische waarnemingen te maken waarvan vandaag nog mooie illustraties bestaan. Hij stelde dat de zenuwcellen discrete eenheden vormen die niet in elkaar doorlopen. Dit ging in tegen de reticulaire theorie van Golgi en Gerlach. Ondanks de discussie tussen Golgi en Ramón, kregen ze samen de Nobelprijs voor de fysiologie of geneeskunde in 1906. Door de ontwikkeling van de elektronenmicroscoop werd in de 20e eeuw duidelijk aangetoond dat de zenuwcellen inderdaad afzonderlijke eenheden vormen zoals de neurondoctrine voorschrijft.

## Elementen van de neurondoctrine
De neurondoctrine is een voorbeeld van de samenloop van verschillende bewijzen van onafhankelijke en niet samenhangende bronnen die op deze manier zorgen voor sterke conclusies, in dit geval uit welke "bouwstenen" de hersenen bestaat. Deze bewijzen kwamen uit verschillende experimentele onderzoekgebieden: de fysiologie, embryologie, farmacologie en anatomie.
De volgende experimentele onderzoeksgebieden leiden tot de neurondoctrine:
- Fysiologisch onderzoek begon rond de 18e eeuw, toen Luigi Galvani had ontdekt dat spier- en hersencellen elektriciteit produceren. Later onderzoek werd verricht door Johannes Müller, Emil du Bois-Reymond, en Herman von Helmholtz. Zij ontdekten de snelheid van geleiding van elektrische activiteit van het axon. Zij toonden ook aan dat elektrische activiteit van een neuron in het bijliggende neuron een elektrische activiteit kan veroorzaken.
- In de embryologie werd in 1920 bewezen door Ross Harrison dat het axon en de dendrieten vanuit het cellichaam groeien. Deze ontdekking werd gedaan door individuele neuronen in weefselcultuur te onderzoeken.
- Onderzoek in de farmacologie door Claude Bernard, Paul Ehrlich, en John Langley toonde aan dat stoffen niet op elke plek van de cel werken, maar alleen op de receptoren gelegen op de celmembraan. Hierdoor werd ontdekt dat receptoren chemisch met elkaar communiceren met behulp van neurotransmitters.
- De anatomie was het belangrijkste deel (en definitieve bewijs) in de ontdekking van het neurondoctrine, dit dankzij de uitvinding van de elektronenmicroscoop in de tweede helft van de 20e eeuw. Santiago Ramón y Cajal kwam echter eerder al tot deze ontdekking door neuronen lichtmicroscopisch te bestuderen met behulp van de Golgikleuring.